# Bulla ampulla
Bulla ampulla is een slakkensoort uit de familie Bullidae. De wetenschappelijke naam is gepubliceerd in 1758 door Linnaeus in de tiende editie van Systema naturae.